# 原子移動ラジカル重合
原子移動ラジカル重合（Atom Transfer Radical Polymerization, ATRP)とは、リビングラジカル重合法のひとつで、1995年にカーネギーメロン大学のクリストフ・マテャシェフスキー
、京都大学の澤本光男により同時期・独立に報告された。遷移金属錯体（一般には銅(I)錯体）を触媒、有機ハロゲン化合物を重合開始剤とするラジカル重合法であり、工業的にも利用されている。通常、略称のATRPで呼ばれる。
ATRP では、重合中のポリマー成長末端が、ラジカルを有する「活性種」とラジカルがハロゲン原子にキャップされた「ドーマント種」の間で平衡にあり、この平衡がドーマント種の側に大きく偏っていて反応系中のラジカル濃度が低く保たれている。そのため、ラジカル同士が反応してしまう二分子停止反応が抑えられ、リビング性が達成されている。

## 特徴
- リビング重合であるため、高分子量かつ分子量分布の狭いポリマーが得られ、また、複数種のモノマーを用いたり開始剤の構造を変えたりすることで、ブロックコポリマーや星形ポリマーなど、さまざまなトポロジーのポリマーを合成できる。
- 安価な銅錯体を触媒として用いることができる。また、還元剤を併用することで触媒量を10ppmオーダーまで減らすことが可能。
- ラジカル重合であるため反応に耐える官能基の幅が広く、水酸基・アミノ基などを有するポリマーを合成できる。

## 構成要素

### モノマー
ビニルモノマーとして、スチレン誘導体、アクリレート、メタクリレート、アクリル酸、メタクリル酸、アクリロニトリルなど。水酸基やアミノ基を有するモノマーも使用できる。

### 開始剤
α－クロロケトンなどの有機ハロゲン化合物。

### 触媒
遷移金属錯体。銅錯体がコストと重合効率の点で優れており、アミン／イミン系の多座配位子を有する銅(I)錯体が一般に用いられる。

### 反応溶媒
トルエン、酢酸エチル、アセトン、DMF、アルコール、水など、様々な溶媒が使用可能。溶媒を使用しない塊状重合や、乳化重合・懸濁重合も可能。

## 反応機構
1. 開始剤（有機ハロゲン化合物）の炭素―ハロゲン結合がラジカル的に開裂し、ハロゲン原子が触媒の金属原子上に移動する。
2. 生じた開始剤のラジカルがビニルモノマーの二重結合に付加する。
3. 付加によって新たに生じたラジカル活性種は、触媒の金属原子上のハロゲン原子を引き抜くことでドーマント種(反応を停止している分子の事で、その反対をアクティブ種という。)になる。活性種とドーマント種は平衡状態にあるが、平衡はドーマント種に大きく偏っている。低濃度で存在する活性種のラジカル末端がビニルモノマーへ付加しポリマーが成長する。

2, 3 が繰り返されることで高分子量のリビングポリマーが生成する。